# Colla Nova del Vendrell
La Colla Nova del Vendrell va ser una colla castellera creada l'any 1993 a la vila del Vendrell, al Baix Penedès, i dissolta el 2004. El naixement d'aquesta colla, que va coexistir amb la dels Nens del Vendrell, fundada el 1926, va recuperar la dualitat castellera existent a la vila, que ja havia tingut més d'una colla en les dècades de 1920 i 1930. El color de la camisa de la colla va ser el blau turquesa. El castell màxim assolit fou la torre de 7, castell que descarregà en 10 ocasions. També intentà, sense sort, el pilar de 6 i el 4 de 8.

## Història
La colla es va crear el gener de 1993, i assajà durant tot l'hivern al local de l'antic escenari del teatre Tívoli, cedit per Josefina Ribas Palau, mecenes de la colla. La colla es va crear en un moment de màxima decadència dels Nens del Vendrell, que havien tocat fons l'any anterior, quan quedaren en l'última posició del concurs de castells de Tarragona de 1992, amb zero punts. Va actuar en públic per primera vegada el 8 de maig de 1993, descarregant el 2 de 6 i pilar de 5.
L'any 1994 la Colla Nova del Vendrell va participar en el XV Concurs de castells de Tarragona, quedant classificada en la desena posició, després de 
descarregar 5 de 7, 4 de 7 amb l'agulla i 3 de 7, d'haver intentat sense èxit el 2 de 7 i en dues ocasions el 3 de 7 aixecat per sota, obtenint 4.340 punts.
L'any 1997 la Colla Nova del Vendrell es va proclamar guanyadora de la primera edició del Concurs de castells Vila de Torredembarra gràcies a un 5 de 7, un 4 de 7 amb l'agulla i un llavors atípic 3 de 7 amb l'agulla. Finalment la colla es va dissoldre l'any 2004.